# Henry Healless
Henry Healless (Blackburn, 10 febbraio 1893 – 11 gennaio 1972) è stato un calciatore inglese, di ruolo centrocampista.

## Carriera

### Club
Ha giocato dal 1924 al 1928 nella prima divisione inglese col Blackburn.

### Nazionale
Ha vestito la maglia della Nazionale inglese due volte tra il 1924 e il 1928.

## Palmarès

### Club

#### Competizioni nazionali
- Coppa d'Inghilterra: 1

Blackburn: 1927-1928
- Community Shield: 1

Professionisti: 1924